# She Got It (песня)
«She Got It» — музыкальный сингл американского рэпера — «2 Pistols» с его дебютного альбома «Death Before Dishonor».
Сингл с участием — T-Pain и Tay Dizm, был спродюсирован «J.U.S.T.I.C.E. League». Существует также оригинальная версия, созданная давним другом «Bolo da Producer».
Песня достигла 24-е места в музыкальных чартах: «Billboard Hot 100», 9-е места в «Hot R&B/Hip-Hop Songs», также 2-е места в чарте «Hot Rap Tracks».

## Видеоклип
В клипе появляются Джей Лирик и София Фреш, которые появляются в эпизодической роли во время куплета «Тая Дизма».

## Ремикс
Официальный ремикс — «She Got It (JUSTICE League Remix)», включает себя артистов: T-Pain, Twista и Lil' Kim.
Lil' Flip также записал фристайл-версию песни под названием — «We Got It», которую можно услышать в его профиле на «MySpace».

## Чарты

### Еженедельные чарты
| Чарт (2008)                 | Высшая позиция |
| --------------------------- | -------------- |
| США «Billboard Hot 100»     | 24             |
| США «Hot R&B/Hip-Hop Songs» | 9              |
| США «Hot Rap Songs»         | 2              |
| США «Mainstream Top 40»     | 28             |
| США «Rhythmic»              | 7              |

### Ежегодные чарты
| Диаграмма (2008)            | Должность |
| --------------------------- | --------- |
| США «Billboard Hot 100»     | 100       |
| США «Hot R&B/Hip-Hop Songs» | 49        |
| США «Rhythmic»              | 27        |

## История выпусков
| Страна | Дата выхода    | Формат(ы)                                  | Лейбл                      | Прим.        |
| ------ | -------------- | ------------------------------------------ | -------------------------- | ------------ |
| США    | 8 января 2008  | Цифровая дистрибуция Rhythmic contemporary | Universal Republic Records | [ 9 ] [ 10 ] |
| США    | 29 апреля 2008 | Contemporary hit radio                     | Universal Republic Records | [ 10 ]       |